# Amiga Power
Pour les articles homonymes, voir Power.
Amiga Power était un magazine britannique spécialisé dans l'actualité du jeu vidéo sur l'ordinateur personnel Amiga. Publié par Future Publishing, il apparaît en mai 1991 et disparaît en septembre 1996, après 65 numéros.